# Pojačala snage
Pojačala snage su pojačala kojima je glavna zadaća da trošilu predaju što veću izmjeničnu snagu uz što manja izobličenja i što veći stupanj djelotvornosti.

## Osnovna svojstva
Na ulaz pojačala snage dovodimo prethodno pojačani naponski signal, a na izlaz se obično spaja trošilo. Nazivamo ih i izlaznim pojačalima. Pojačala snage proračunavaju se tako da se na njima ostvari najveća korisna snaga, a da se ne prijeđe dopuštena disipacija snage tranzistora, tj. da se pojačani signal nađe u normalnom aktivnom području.
Pojačala snage niskih frekvencija izrađuju se tako da rade u klasi A, B, AB i D. Pojačala snage klase C i E su pojačala za visoke frekvencije.
- Kod pojačala snage klase A statička radna točka postavlja se u normalno aktivno područje na sredini dinamičkog radnog pravca. Kolektorska struja teče tijekom cijelog perioda ulaznog napona.
- Kod pojačala snage klase B statička radna točka postavlja se na rubu normalnog aktivnog područja i područja zapiranja. Kolektorska struja teče tijekom jednog poluperioda ulaznog napona.
- Kod pojačala snage klase AB statička radna točka postavlja se pri kraju normalnog aktivnog područja u blizini područja zapiranja. Kolektorska struja teče više od jednog poluperioda ulaznog napona.
- Karakteristika pojačala snage klase C je ta da kolektorska struja teče u jednom dijelu poluperioda ulaznog napona. Statička radna točka postavlja se u području zapiranja.
- Pojačala snage klase D u radu koriste pulsno-širinsku modulaciju.
- Pojačala snage klase E u radu koriste usklađene titrajne krugove.

## Stupanj djelotvornosti
Za pojačala snage definira se stupanj djelotvornosti. 
Stupanj djelotvornosti jednak je omjeru snage predane trošilu i snage koju daje izvor.

## Odabir pojačala
Izbor pojačala ovisi o pojačanju snage, izlaznoj snazi, nelinearnim izobličenjima, frekvencijskoj karakteristici te snazi izvora napajanja.